# 11. helikopterdivisionen
11. helikopterdivisionen (11. hkpdiv), även känd som Yngve Röd, var en helikopterdivision inom svenska marinen som verkade i olika former åren 1957–1997. Divisionen var baserad på Berga helikopterflygplats i Haninge garnison.

## Historik
11. helikopterdivisionen bildades den 1 november 1957 under namnet 1. helikopterdivisionen och blev Sveriges första organiserade helikopterförband. 1. helikopterdivisionen kom vid sitt bildande att lokaliseras till Bromma flygplats och kommendörkapten Per Floderus blev dess första chef.  
Den 1 oktober 1975 uppgick 1. helikopterdivisionen och 2. helikopterdivisionen tillsammans med Flygvapnets räddningsgrupper i Barkarby och Ronneby i försöksförbandet Helikopterförsöksförbandet. Helikopterförsöksförbandet var, som namnet avslöjar, ett försöksförband med att samla marinens och flygvapnets tunga helikoptrar, samt marinens lätta helikoptrar i ett gemensamt förband. Den 12 augusti 1982 beslutade regeringen att försöket skulle avbrytas, och att förbandet skulle upplösas och avvecklas den 1 oktober 1982. De ingående helikopterförbanden återgick till sina tidigare lydnadsförhållanden.
Inför att Flygvapnets Södertörnsskolor (F 18) skulle upplösas och avvecklas 1986, presenterades en organisationsförändring som dels innebar att omlokalisera 1. helikopterdivisionen till Tullinge flygfält samt att bilda en marinflygflottilj. Förslaget, som presenterades av dåvarande divisionschef kommendör Lars Thomasson, ratades dock inom marinen och helikopterdivisionen blev kvar i Berga.
År 1989 bytte 1. helikopterdivisionen namn till 11. helikopterdivisionen. Bakgrunden till namnförändringen berodde på att marinflyget i januari 1987 satte upp 13. helikopterdivisionen i Ronneby, samlokaliserad med Blekinge flygflottilj (F 17). Vid den tidpunkten hade F 17 en egen tredje helikopterdivision. För att erhålla någorlunda samstämmighet inom marinflyget, och även lämna siffran 1 ledigt till en eventuellt framtida marinflygflottilj, ändrades också 1. helikopterdivisionen och 2. helikopterdivisionen benämningar till 11. respektive 12. helikopterdivisionen.
Inför försvarsbeslutet 1992 väcktes förslaget till liv på nytt om en flytt till Tullinge, då regeringen beslutade att Ostkustens marinkommando, 11. helikopterdivision, Kustbevakningens regionledning ost och Mellersta värnpliktskontoret skulle lokaliseras till flottiljområdet i Tullinge. Dock kom detta beslut att ändras när försvarsbeslutet väl fattades på inrådan av Överbefälhavaren. Beslutet medförde dock att Flygvapnets verksamhet vid flottiljområdet upphörde den 30 juni 1995. Anläggningar som ej påverkade basens roll som krigsflygbas skulle med försvarsbeslutet avyttras.
Inför försvarsbeslutet 1996 föreslog Försvarsmakten och regeringen att samla Försvarsmaktens helikopterresurser i ett nytt försvarsgemensamt förband, Försvarsmaktens helikopterflottilj. Vilket skulle underlätta ledning av större samlade insatser under kris och i krig, samt även typsamordning och samordning avseende beredskap och utbildning. I regeringens budgetproposition för statsbudget för år 1998 i utgiftsområde 6 fastställde riksdagen den nya organisationen för Helikopterflottiljen, vilken skulle organisera sin verksamheten i fyra delar med ledningen baserad i Linköping.
Den 31 december 1997 upphörde 11. helikopterdivisionen som självständigt förband, då ledningsfunktionen över samtliga helikopterförband överfördes den 1 januari 1998 till Helikopterflottiljen. Den 1 januari 1999 omorganiserades de ursprungliga helikopterförbanden till den nya förbandsstrukturen, där Svea helikopterbataljon var en av dem. Svea helikopterbataljon bestod av 11. helikopterdivisionen på Berga och flygvapnets flygräddningsgrupp (FRÄD-grupp) vid Upplands flygflottilj (F 16) i Uppsala.

## Verksamhet
11. helikopterdivisionen var operativt och taktiskt underställt åren 1957–1966 chefen för Marinkommando Ost, åren 1966–1975 Ostkustens örlogsbas, åren 1975–1982 Helikopterförsöksförbandet, åren 1982–1990 Ostkustens örlogsbas, och åren 1990–1997 Ostkustens marinkommando.

### Nationell verksamhet
11. helikopterdivisionens uppgifter var ubåtsjakt, minsvepning, stridstransporter och radarspaning. Vidare skulle förbandet stötta och bistå civila räddningsinsatser. Bland annat bistod divisionen i september 1994 i räddningsauktionen i samband med Estoniakatastrofen. Helikopterdivisionen deltog även med alla tillgängliga helikoptrar hösten 1987 vid grundstötningen av U 137, samt 1982 vid Hårsfjärdsincidenten.

### Internationell verksamhet
I samband med Kongokrisen bidrog Sverige med förband till FN:s fredsbevarande styrkor i Kongo, där Sverige kom att bidra med både arméförband, flygförband samt helikopterförband ur marinen. Där bland annat 1. helikopterdivisionen bidrog med helikopterbesättningar fram till att det svenska engagemanget upphörde 1964.

## Ingående enheter

### 123.helikoptergruppen
123. helikoptergruppen (123. hkpgrp) ursprungligen 12. helikoptergruppen (12. hkpgrp) var en rörlig operativ enhet inom marinflyget, som bildades under 1980-talet för att möta den tilltagande undervattensverksamhet längs det svenska kustbandet. Gruppen skulle snabbt kunna uppsättas av personal ur både 1. helikopterdivisionen och 2. helikopterdivisionen, därav namnet 12. helikoptergruppen. I samband med de namnbyten på helikopterdivisionerna som gjordes vid uppsättande av 13. helikopterdivisionen, namnändrades helikoptergruppen till 123. helikoptergruppen (123. hkpgrp). Detta för att visa genom namnet att samtliga tre helikopterdivisioner var ålagda till att medverka i den rörliga externa helikoptergruppen.

### Detachement Göteborg
År 1959 bildades ett helikopterförband i Göteborg, som tilldelades namnet 1. helikopterdivisionens detachement. Även om försvaret betraktade detachementet som ett eget förband och angav det i sina egna skrifter som 2. helikopterdivisionen, fick det inte status som ett eget förband förrän 1982. Att förbandet fick status som eget förband så sent som 1982, kan vara en konsekvens av att regeringen beslutade i augusti 1982 att Helikopterförsöksförbandet skulle upplösas den 30 september 1982, och de ingående helikopterförbanden skulle återgå till sina tidigare lydnadsförhållande, vilket sedan 1959 var underställt Marinkommando Väst (motsvarande).

## Förläggningar och flygplatser
Den 4 september 1961 omlokaliserades helikopterdivisionen från Bromma till Berga helikopterflygplats. Berga helikopterflygplats var vid den tidpunkten norra Europas och Sveriges första flygplats avsedd endast för helikopterverksamhet. I samband med denna omlokalisering tillfördes helikopterdivisionen en Väder- och Flygsäkerhetsavdelning, vilken tidigare legat på Märsgarn och ingått som en del av Ostkustens örlogsbas.

## Heraldik och traditioner
Det första egna förbandstecknet tillbedes av Marinchefen Bengt Lundvall den 8 november 1976. Sedan den 1 januari 1999 bevarar Helikopterflottiljen minnet av 11. helikopterdivisionen. Vid Berga helikopterflygplats finns en minnessten över 11. helikopterdivisionen samt det efterföljande förbandet Svea helikopterbataljon.

## Förbandschefer
- 1957–196?: Kommendörkapten Per Floderus
- 196?–19??: ???
- 1976-1983: Kommendörkapten Tage Sjölander
- 1983–1983: Kommendörkapten Eric Hagström
- 1983–1986: Kommendörkapten Christer Hägg
- 1986–1989: Kommendör Lars Thomasson
- 1989–1993: Kommendörkapten Gunnar Jansson
- 1993–1996: Överstelöjtnant Mats Westin
- 1996–1997: Kommendörkapten Bengt Johansson

## Namn, beteckning och förläggningsort
| 1. helikopterdivisionen  | 1957-11-01 | – | 1989-06-30 |
| 11. helikopterdivisionen | 1989-07-01 | – | 1997-12-31 |

| Yngve Röd | 1957-11-01 | – | 1997-12-31 |

| 1. hkpdiv  | 1957-11-01 | – | 1989-06-30 |
| 11. hkpdiv | 1989-07-01 | – | 1997-12-31 |

| Bromma flygplats (F)          | 1957-11-01 | – | 1961-09-03 |
| Berga helikopterflygplats (F) | 1961-04-09 | – | 1997-12-31 |

## Kända personer som gjort tjänstgjort vid divisionen
- Lage Larsson, svensk meteorolog.
- Madeleine Westin, svensk meteorolog.

## Galleri

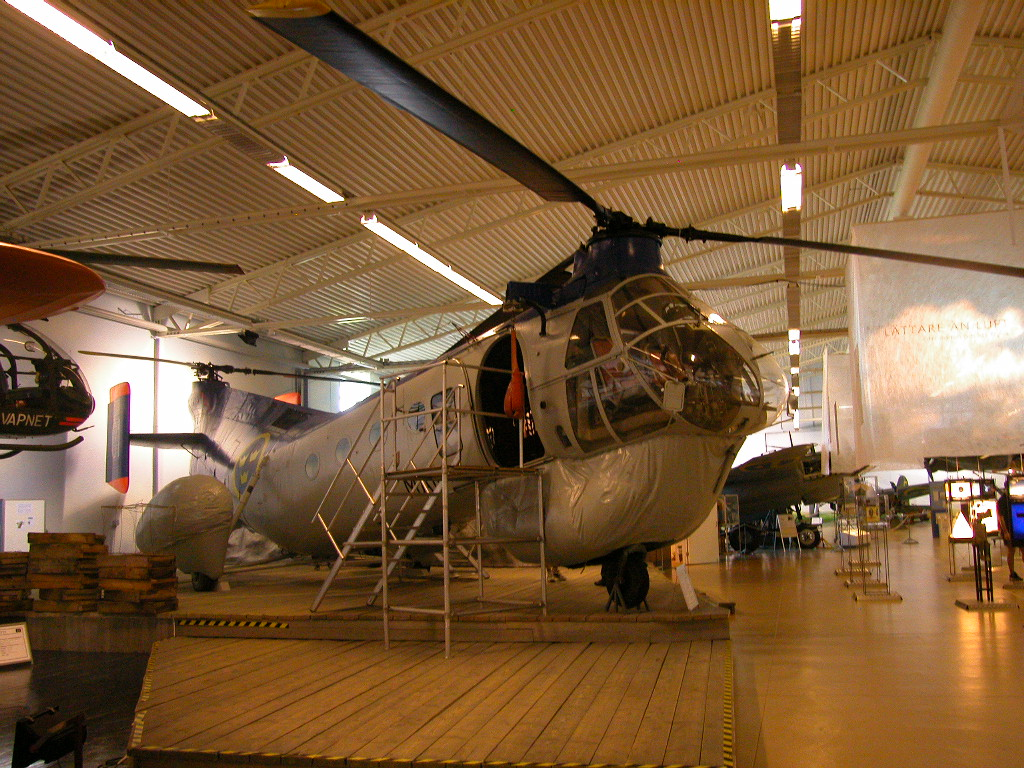
Hkp 1 (Yngve 08) i tjänst vid 1. hkpdiv och senast vid 2. hkpdiv.
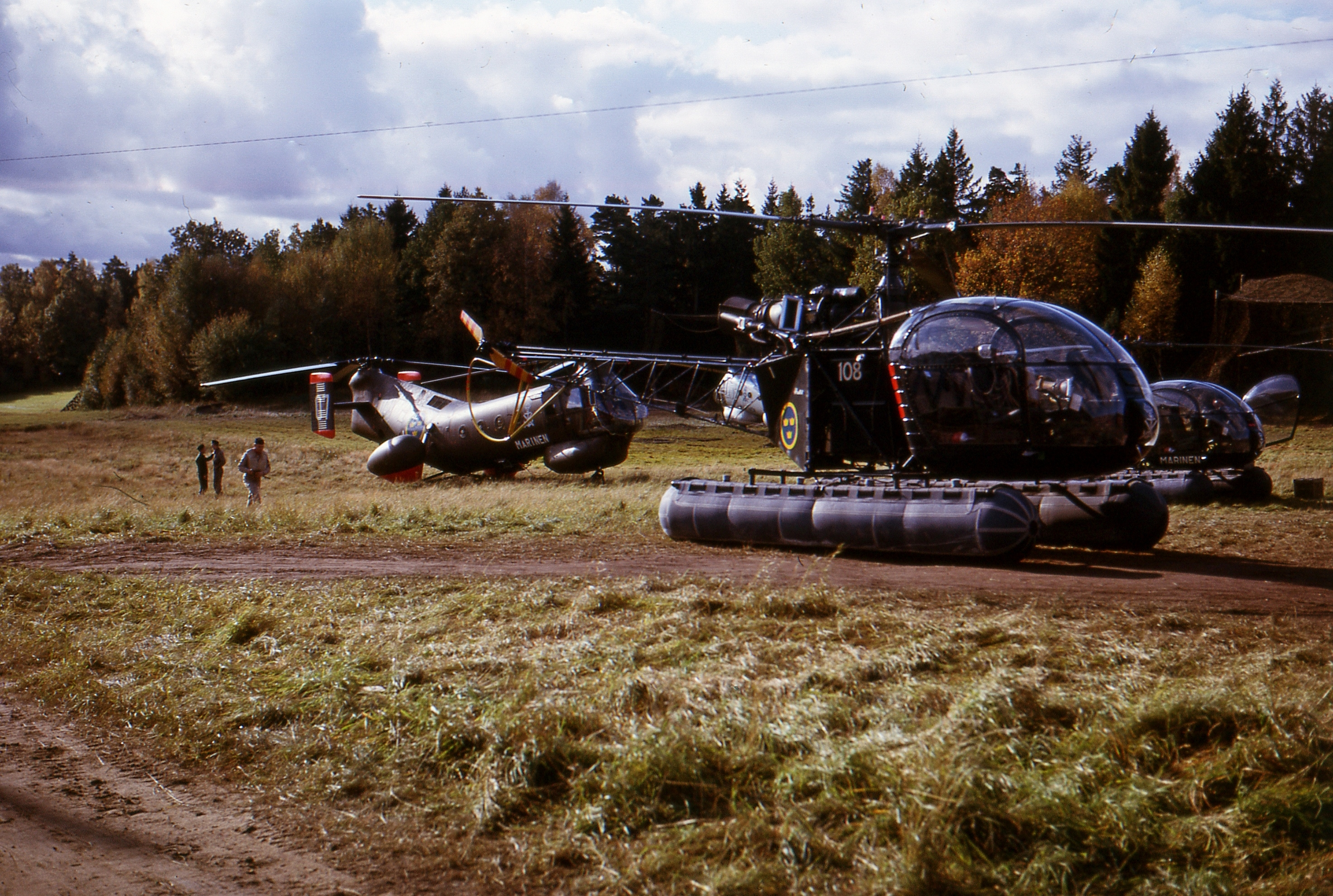
Hkp 2 i tjänst vid både 1. hkpdiv och 2. hkpdiv.
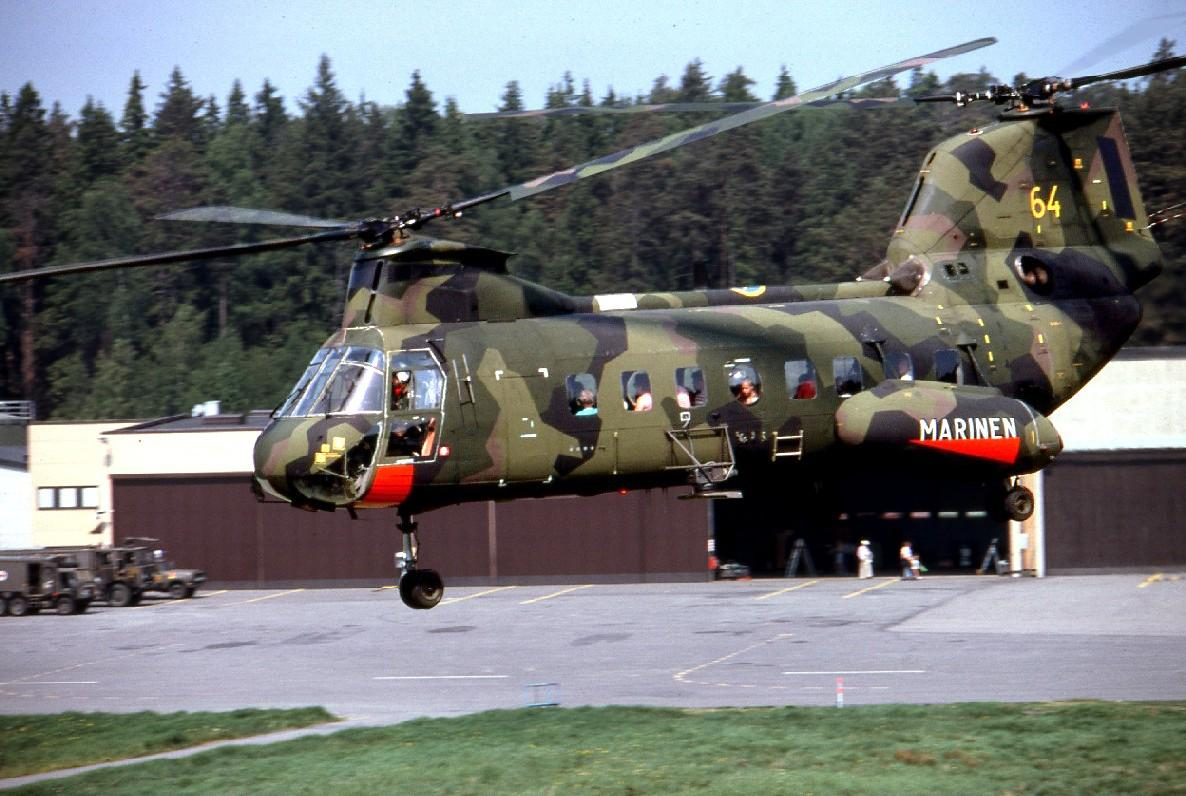
Hkp 4B/C (Yngve 64) i tjänst vid 11. hkpdiv.
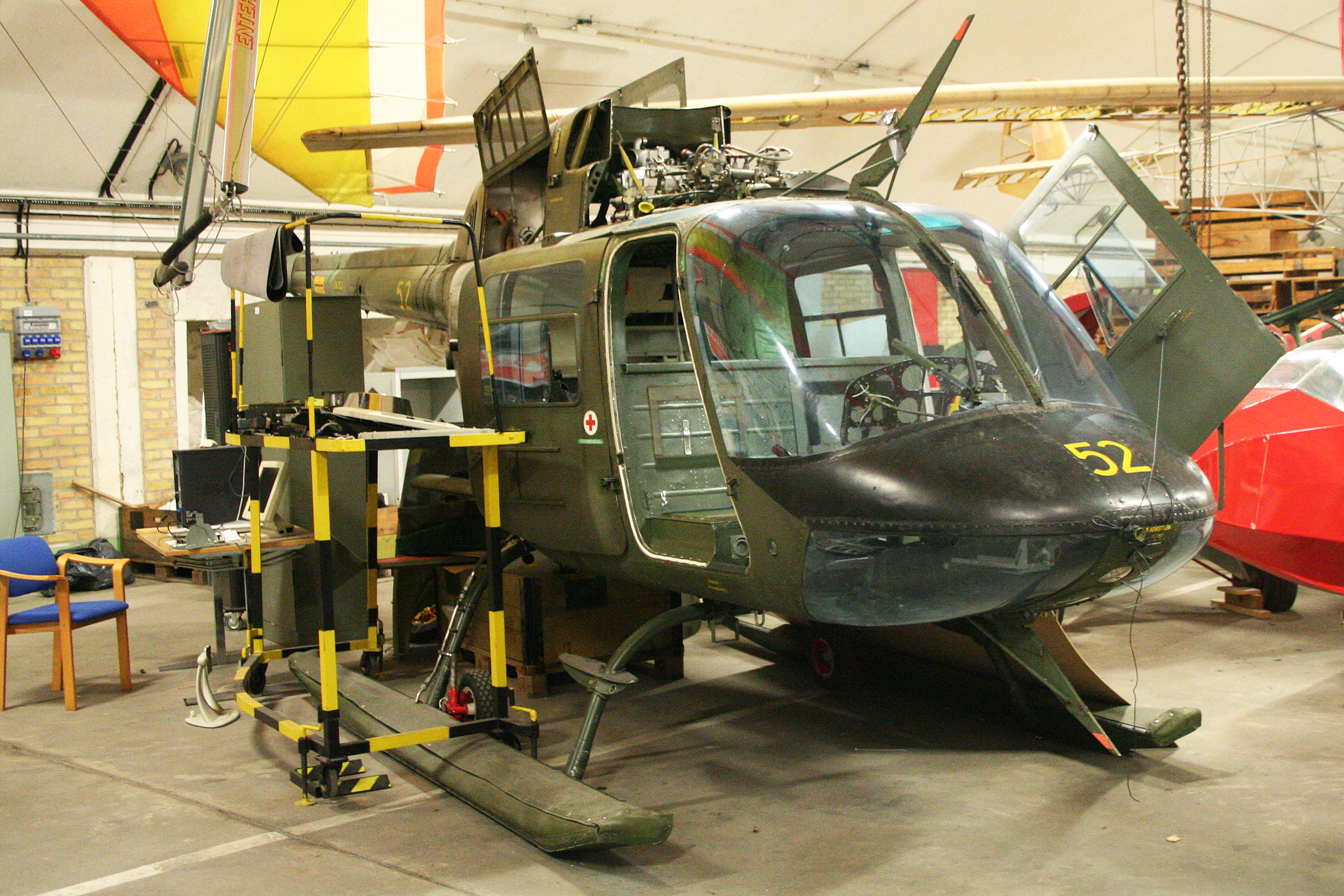
Hkp 6B var i tjänst i Marinflyget åren 1970–1997.